# День свободы
День свободы (укр. День Свободи) — государственный праздник на Украине, официально существовавший с 2005 по 2011 год. Отмечался ежегодно 22 ноября — в день начала Оранжевой революции в 2004 году.
Праздник установил президент Украины Виктор Ющенко через год после Оранжевой революции. В 2010 году новоизбранный четвёртый президент Украины Виктор Янукович — главный конкурент Ющенко в 2004 году — проигнорировал праздник. В 2011 году ко Дню свободы пресс-служба президента Януковича опубликовала на его сайте краткое поздравление, но уже в декабре Янукович отменил День свободы и учредил День соборности и свободы, постановив отмечать его 22 января — вместо Дня соборности Украины.

## История
21 ноября 2004 года Центральная избирательная комиссия Украины объявила результаты второго тура президентских выборов, согласно которым Виктор Ющенко уступил Виктору Януковичу. 22 ноября по всей Украине начались акции гражданского неповиновения, которые впоследствии получили название «Оранжевая революция». Протестующим удалось добиться решения Верховного суда, согласно которому было проведено повторное голосование, по результатам которого президентом Украины стал Виктор Ющенко.
19 ноября 2005 года президент Украины Виктор Ющенко подписал указ «О Дне Свободы», который предписывал отмечать его на Украине ежегодно 22 ноября. В президентском указе Виктора Ющенко говорилось, что этот праздник вводится с целью утверждения на Украине «идеалов свободы и демократии, воспитания у граждан чувства национального достоинства, учитывая историческое значение революционных событий осени 2004 года, которые подтвердили свободолюбие Украинского народа, его стремление к свободе и демократическим ценностям, и в поддержку инициатив общественности».
В 2010 году новоизбранный четвёртый президент Украины Виктор Янукович проигнорировал День свободы. Тем не менее, часть общества отмечала этот праздник.
В 2011 году ко Дню свободы пресс-служба президента Януковича опубликовала на его сайте краткое поздравление. В то же время Окружной административный суд Киева запретил проведение массовых акций в центре города 21 и 22 ноября. Тем не менее, на Майдане Незалежности прошёл несанкционированный митинг. Его организатор был задержан милицией.
30 декабря 2011 года Янукович отменил День свободы и учредил День соборности и свободы, постановив отмечать его 22 января — вместо Дня соборности Украины. В сообщении пресс-службы было объяснено, что «значение Свободы как неотъемлемой составляющей независимой Украины приобретает особое содержание и становится неразрывно связанным с Соборностью наших земель».
В ответ на отмену праздника пресс-секретарь Виктора Ющенко заявила, что «День Соборности и День Свободы — это два исторически разных праздника», и что «власть таким образом демонстрирует свою слабость». Она назвала символичным, что отмена указа о Дне свободы произошла в один день с этапированием в колонию экс-премьер-министра Юлии Тимошенко, которая была одним из символов Оранжевой революции. Партия «Батькивщина», которую возглавляет Юлия Тимошенко, выпустила заявление, в котором назвала отмену праздника и этапирование Тимошенко «актом окончательной циничной и публичной расправы над идеалами демократии, свободы и независимости».